# Sénat (Grèce contemporaine)
 (juillet 2011).
Si vous disposez d'ouvrages ou d'articles de référence ou si vous connaissez des sites web de qualité traitant du thème abordé ici, merci de compléter l'article en donnant les références utiles à sa vérifiabilité et en les liant à la section « Notes et références ».
Le Sénat de la Grèce contemporaine (Γερουσία / Gerousía) a été, à plusieurs reprises, la chambre haute du parlement de la Grèce indépendante, lorsque celui-ci était bicaméral. Depuis 1935, la chambre haute est abolie, et le caractère monocaméral du parlement a été confirmé par la constitution grecque de 1975 — la chambre unique s'appelant Βουλή των Ελλήνων / Voulí ton Ellínon, « Conseil des Grecs. »

## Sénats durant la guerre d'indépendance
Au début de la guerre d'indépendance grecque, avant l'établissement d'une administration centralisée sur le territoire grec, un certain nombre de chartes locales sont rédigées, qui prévoient des assemblées délibérantes locales, souvent appelées « sénat » (γερουσία). Il s'agit toutefois d'assemblées unicamérales : le Sénat de la Grèce continentale de l'Ouest, l'Aréopage de la Grèce continentale orientale, parfois appelé « sénat », et le Sénat du Péloponnèse.
La constitution votée en 1822 par l'Assemblée nationale d'Épidaure créa le Bouleutikó (Sénat législatif) qui siégea tout au long du conflit avant d'être remplacé début 1828 par le Panellínion créé par Ioánnis Kapodístrias. 
Le Panellínion est composé de vingt-sept membres, dont vingt-et-un sont choisis par le chef de l’État Kapodistrias, dans une liste de soixante-trois candidats établie par l'Assemblée nationale de Trézène. Les six autres sénateurs sont nommés directement par le gouverneur. Spirídon Trikoúpis est désigné président du Panellínion.

## Sénat dans l'État grec (1829-1833)
En 1829, l'Assemblée nationale d'Argos crée un organe consultatif, le Sénat, remplaçant le Panellínion établi l'année précédente. Après le meurtre de Kapodistrias en 1831, le Sénat nomme une série de conseils de gouvernement pour diriger l'État. La cinquième Assemblée nationale grecque, tenue à Nauplie en 1832, abolit le Sénat. Celui-ci refuse de reconnaître cette décision, et survit donc jusqu'à l'arrivée du roi Othon Ier en février 1833.

## Sénat d'OthonIer(1844-1864)
Un nouveau Sénat, cette fois avec le rôle de chambre haute, est mis en place par la constitution grecque de 1844. Il est composé de vingt-sept membres, nommés à vie par le roi de Grèce. La chambre basse, la Vouli, peut autoriser le roi, par ailleurs, à nommer un nombre plus grand de sénateurs, jusqu'à ce que le Sénat représente la moitié du nombre des députés.
Le Sénat, considéré comme un organe réactionnaire aux ordres du roi, est aboli par la constitution grecque de 1864.

## Sénat dans la Deuxième République (1927-1935)

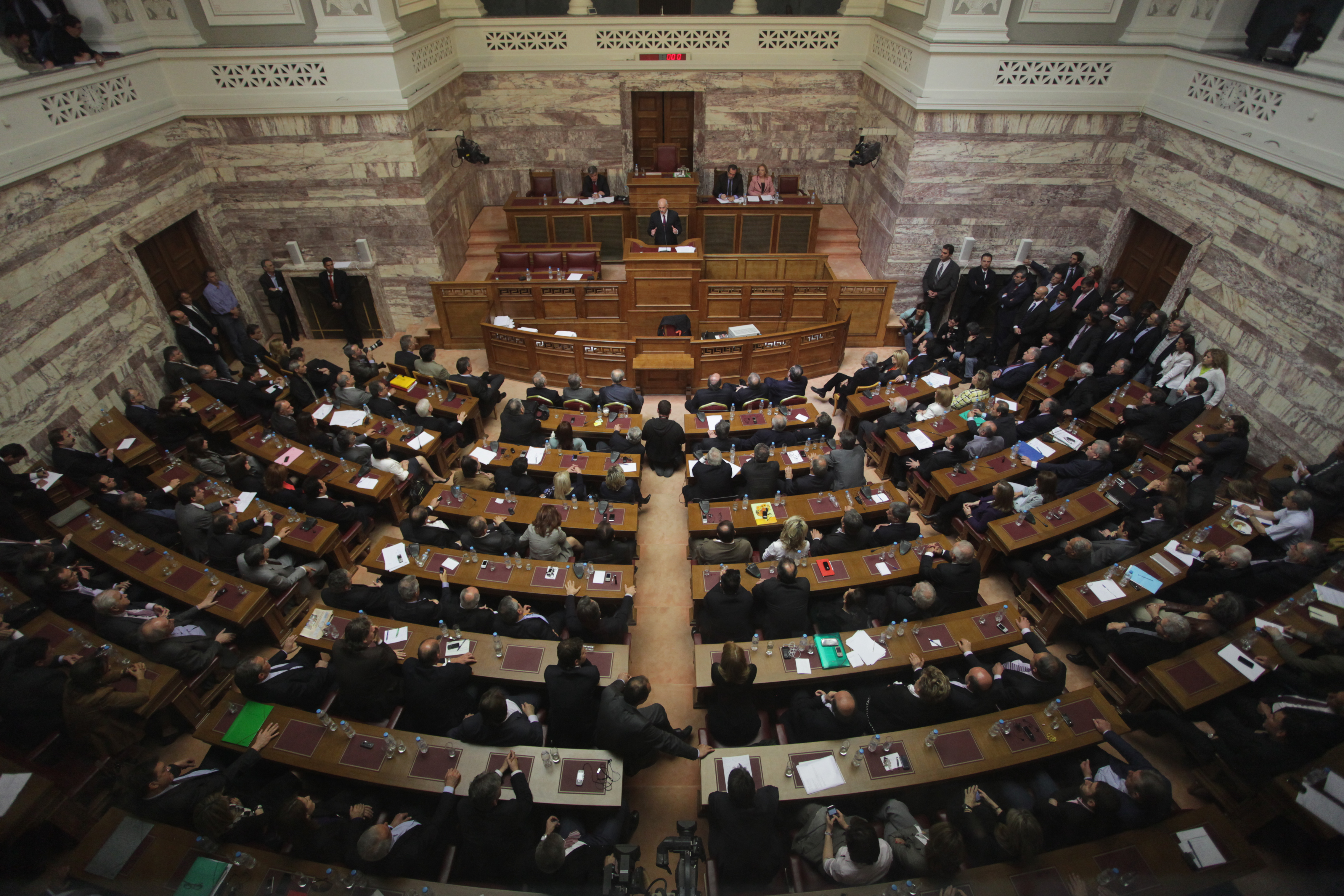
La salle où siégeait le Sénat dans l'ancien palais royal d'Athènes.

Le 2 janvier 1924, une Assemblée nationale spécialement convoquée décide de déchoir la maison d'Oldenbourg du trône, et d'abolir la monarchie. Le référendum de 1924 ratifie cette décision politique, et permet la création de la Deuxième République hellénique.
Alors que l'Assemblée nationale travaille à la nouvelle constitution, un coup d'État, mené par le général Theodoros Pangalos, établit une dictature durant une partie de l'année 1926. Après la chute de la dictature, un nouveau parlement est élu, qui rédige et adopte la constitution grecque de 1927.
Cette constitution prévoit que le pouvoir législatif soit exercé par une Chambre des députés et un Sénat. Le Sénat est composé de cent vingt membres élus pour un mandat de neuf ans, renouvelés par tiers tous les trois ans. Près de neuf douzièmes des sénateurs sont élus par le peuple, un douzième par la Chambre des députés et le Sénat réunis en session commune au début de chaque législature, et les deux douzièmes restants sur un principe de représentation professionnelle.
Lorsqu'un projet de loi ne parvient pas à réunir l'accord des deux chambres du parlement, la constitution prévoit la prééminence de l'avis de la chambre basse. La constitution s'inscrit clairement dans une logique parlementaire, ce qui est encore plus visible dans le fait qu'elle est la première constitution grecque à prévoir explicitement que le gouvernement doit disposer de la « confiance » du parlement.
La Deuxième République dura jusqu'en 1935. En réponse au coup d'État raté d'Elefthérios Venizélos en mars, les éléments vénizélistes sont purgés de l'armée et les royalistes, dirigés par Geórgios Kondýlis, font un nouveau coup d'État le 10 octobre, abolissent la constitution de 1927 et réappliquent la constitution grecque de 1911 (en). Un référendum, lancé peu de temps après, aboutit au retour de la monarchie et du roi Georges II.

## Sénat ionien

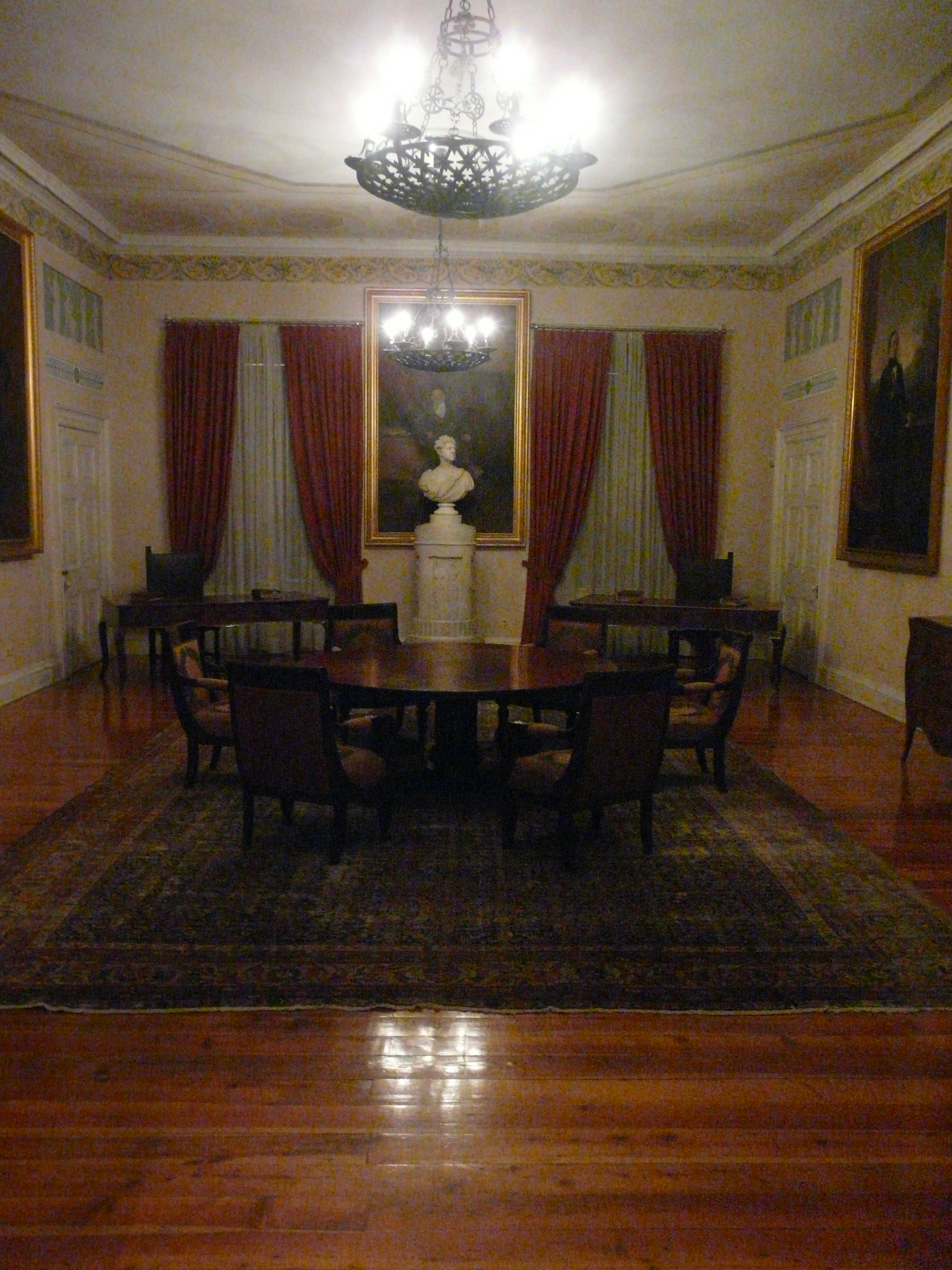
Salle de réunion du Sénat Ionien, au palais de Saint-Michel et Saint-Georges, à Corfou.

Bien que n'appartenant pas au royaume de Grèce, il exista également une chambre haute nommée le Sénat Ionien dans la république des Sept-Îles (1800-1815) puis la république des Îles Ioniennes (1815-1864). Sous le protectorat britannique, il siège au palais de Saint-Michel et Saint-Georges à Corfou et compte six membres :
- un président du Sénat ;
- un délégué de chacune des quatre îles majeures (Corfou, Leucade, Céphalonie et Zante) ;
- un délégué partagé en rotation pour les trois îles mineures (Paxós, Ithaque et Cythère).